# サンビタリア
サンビタリア（学名：Sanvitalia, [ˌsænvɪˈteɪliə]),）、クリーピング・ジニア（英語: creeping zinnias）または、ジャノメギク属は、キク科 (Asteraceae) に属する顕花植物の属である。主にメキシコ原産で、中央アメリカ、南アメリカ、アメリカ南西部に数種が生息している。
種
- サンビタリア・アベルティ Sanvitalia abertii A.Gray - 英名：Abert's creeping zinnia - メキシコ (ソノラ州)、南西アメリカ (CA NV AZ NM TX)
- サンビタリア・アングスティフォリア Sanvitalia angustifolia Engelm. ex A.Gray - コアウイラ州、チワワ州、グアナフアト州、ヌエボ・レオン州、サン・ルイス・ポトシ州；テキサス州西部にも持ち込まれている。
- サンビタリア・フルティコサ Sanvitalia fruticosa Hemsl. - プエブラ州、オアハカ州、グアナフアト州
- サンビタリア・オシモイデス Sanvitalia ocymoides DC. - イエロー・クリーピング・ジニア - タマウリパス州、ヌエボ・レオン州、テキサス州
- サンビタリア・プロクンベンス Sanvitalia procumbens Lam. - メキシカン・クリーピング・ジニア - チワワ州からチアパス州；中央アメリカ、ヨーロッパ、東アジア、南アメリカ、アメリカに帰化している。
- サンビタリア・ベルシコロル Sanvitalia versicolor Griseb. - ボリビア、パラグアイ、アルゼンチン

註：サンビタリア・スペシオサ Sanvitalia speciosa は園芸業界でよく使われる名称だが、正式な学名ではない。この名称でラベル付けされている多くの標本はサンビタリアではなく、メランポジウムである可能性が高い。